# خوان كروز جيل
خوان كروز جيل (بالإسبانية: Juan Cruz Gill)‏ (18 يوليو 1983 بفيلا ماريا في الأرجنتين - ) هو لاعب كرة قدم أرجنتيني في مركز الدفاع. لعب مع نادي إيرميس أراديبو ونادي فاليتا وتاليريس كوردوبا وديبورتيس ميليبيلا وDeportes Iberia ‏ وDeportes Temuco ‏ وUnión Temuco ‏ وإستوديانتس دي ماردة ‏.

## روابط خارجية
- خوان كروز جيل على موقع قاعدة بيانات كرة القدم.إي يو (الإنجليزية)
- خوان كروز جيل على موقع Soccerway.com (الإنجليزية)